# Tévéfilm
A televíziós film vagy tévéfilm egy olyan film, amelyet televíziós sugárzásra készítenek. Általában egy vagy több műsorszolgáltató rendeli meg és finanszírozza tészben vagy teljes egészében. Kiszervezés esetén külső vagy erre a célra alapított, műsorszolgáltató tulajdonában lévő produkciós vállalatok veszik át a teljes gyártási folyamatot. Ez lehetőséget ad a műsorszolgáltatóknak arra, hogy a gyártásból származó bevételeket megtartsák saját produkciós cégeik bevételeként, és egyúttal kiszervezzék a filmgyártás gazdasági kockázatait.

## Előállítása
Általában egy producer, rendező vagy szerző forgatókönyvet ajánl fel egy televíziós társaság szerkesztőségének, amelynek ezután döntenie kell arról, hogy megvalósítja-e és finanszírozza-e az ötletet. Amennyiben a szerkesztőség elfogadja az anyagot, a továbbiakat belső konferenciákon tárgyalják meg. Ha ezek elfogadják, megrendelik a forgatókönyvet.
Annak fejlesztését a szerkesztő felügyeli. A kész forgatókönyvet ezután ismét bemutatják egy szerkesztői értekezleten, ahol eldöntik, hogy megrendelik-e gyártásra. A producer költségbecslést készít a forgatókönyv megvalósítására, amely alapján megkapja a megrendelést a filmgyártásra. A szerkesztőség jóváhagyja a nyersanyagot, a zenét, a keverést és a sugárzott felvételt. A forgatókönyvhöz fűződő összes jog a produkciós céget illeti meg, amíg a műsorszolgáltató produkciós szerződést nem köt a produkciós céggel, és ki nem fizeti a forgatókönyvhöz fűződő jogokat. A kész filmhez fűződő jogok a fejlesztés és a gyártás során a műsorszolgáltatót illetik meg. A szerződéses producer egyedül viseli a gyártási kockázatot, ami azt jelenti, hogy költségtúllépés esetén ő viseli a kockázatot, kivéve, ha rendelkezik filmbiztosítással.
A gyártási formátum a mozifilmtől a digitális felvételig terjed, a céltól és a költségvetéstől függően. A 2000-es évek elejéig a leggyakoribb gyártási formátum a 16 mm-es film volt, olyan sugárzási formátumokkal, mint a Betacam SP, ezt követte a DigiBeta és az IMX (csak az NDR-nél. A filmhez hasonlóan a televíziós filmeket is ma már szinte kizárólag digitálisan, Red vagy ARRI Raw formátumban készítik, és adattároló eszközökről továbbítják.
Számos szerző és rendező specializálódott televíziós filmekre. A fikciós irodalom ismertebb német képviselői közé tartozik Dieter Wedel és Dominik Graf a Heinrich Breloer című dokumentumdrámáért, valamint olyan dokumentumfilmes alkotásokért, mint Hans-Dieter Grabe, Georg Stefan Troller és Gero von Boehm.

## Fordítás
- Ez a szócikk részben vagy egészben  a   Fernsehfilm című német Wikipédia-szócikk ezen változatának fordításán alapul.  Az eredeti cikk szerkesztőit annak laptörténete sorolja fel. Ez a jelzés csupán a megfogalmazás eredetét és a szerzői jogokat jelzi, nem szolgál a cikkben szereplő információk forrásmegjelöléseként.